# Claudia di Valois
Claudia di Valois (Fontainebleau, 12 novembre 1547 – Nancy, 21 febbraio 1575) è stata una principessa francese del ramo dei Valois-Angoulême della dinastia dei Capetingi, figlia di Enrico II di Francia e della toscana Caterina de' Medici e duchessa di Lorena come moglie di Carlo III di Lorena.

## Biografia

### Infanzia ed educazione
Claudia venne educata, insieme alla sorella maggiore Elisabetta e alla piccola futura cognata Maria Stuart, sotto la direzione di Diana di Poitiers, favorita del re.
Come i suoi fratelli, aveva una salute precaria.

### Matrimonio

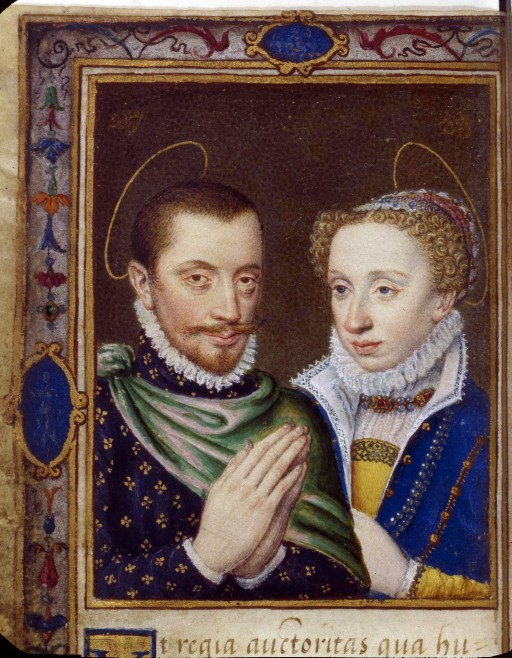
Miniatura nel libro di preghiere di Caterina de' Medici che raffigura
Carlo III di Lorena e Claudia di Valois.

Il 19 gennaio 1559 venne celebrato il suo matrimonio con il Duca Carlo III di Lorena.
Claudia comunque, a differenza della sorella Elisabetta, dopo il matrimonio non recise i legami con la famiglia d'origine. Spesso infatti lasciava Nancy, capitale della Lorena, per raggiungere la madre oppure era Caterina a recarsi da lei. 
Tentò di avvisare la sorella Margherita, sposa dell'ugonotto Enrico di Navarra, dei pericoli che avrebbe corso durante la notte di San Bartolomeo.

### Morte
Morì di parto nel dare alla luce una bambina, a cui fu dato il suo nome.

## Discendenza
Al marito Carlo diede nove figli:
- Enrico (1563 – 1624), futuro duca di Lorena dal 1608 alla morte;
- Cristina (1565 – 1637), sposa di Ferdinando, Granduca di Toscana (1549 – 1609);
- Carlo (1567 – 1607), cardinale di Lorena e vescovo di Strasburgo;
- Antonia (1568 – 1610);
- Anna (1569 – 1576);
- Francesco (1572 – 1632), futuro duca di Lorena (1624)
- Caterina (1573 – 1648), badessa di Remiremont;
- Elisabetta (1574 – 1635), sposa di Massimiliano I, elettore di Baviera;
- Claudia (1575 – 1576).

## Ascendenza
|                                   |                |                                    | Genitori                         |  |  | Nonni |  |  | Bisnonni                  |  |  | Trisnonni                    |  |
|                                   |                |                                    |                                  |  |  |       |  |  | Carlo di Valois-Angoulême |  |  | Giovanni di Valois-Angoulême |  |
|                                   |                |                                    |                                  |  |  |       |  |  | Carlo di Valois-Angoulême |  |  | Giovanni di Valois-Angoulême |  |
|                                   |                | Margherita di Rohan                |                                  |  |  |       |  |  | Carlo di Valois-Angoulême |  |  |                              |  |
| Francesco I di Francia            |                |                                    |                                  |  |  |       |  |  | Carlo di Valois-Angoulême |  |  |                              |  |
|                                   |                | Luisa di Savoia                    | Filippo II di Savoia             |  |  |       |  |  |                           |  |  |                              |  |
|                                   |                | Luisa di Savoia                    | Filippo II di Savoia             |  |  |       |  |  |                           |  |  |                              |  |
|                                   |                | Luisa di Savoia                    | Margherita di Borbone-Clermont   |  |  |       |  |  |                           |  |  |                              |  |
| Enrico II di Francia              |                | Luisa di Savoia                    |                                  |  |  |       |  |  |                           |  |  |                              |  |
|                                   |                | Luigi XII di Francia               | Carlo di Valois-Orléans          |  |  |       |  |  |                           |  |  |                              |  |
|                                   |                | Luigi XII di Francia               | Carlo di Valois-Orléans          |  |  |       |  |  |                           |  |  |                              |  |
|                                   |                | Luigi XII di Francia               | Maria di Clèves                  |  |  |       |  |  |                           |  |  |                              |  |
| Claudia di Francia                |                | Luigi XII di Francia               |                                  |  |  |       |  |  |                           |  |  |                              |  |
|                                   |                | Anna di Bretagna                   | Francesco II di Bretagna         |  |  |       |  |  |                           |  |  |                              |  |
|                                   |                | Anna di Bretagna                   | Francesco II di Bretagna         |  |  |       |  |  |                           |  |  |                              |  |
|                                   |                | Anna di Bretagna                   | Margherita di Foix               |  |  |       |  |  |                           |  |  |                              |  |
| Claudia di Valois                 |                | Anna di Bretagna                   |                                  |  |  |       |  |  |                           |  |  |                              |  |
|                                   | Piero il Fatuo | Lorenzo de' Medici                 |                                  |  |  |       |  |  |                           |  |  |                              |  |
|                                   | Piero il Fatuo | Lorenzo de' Medici                 |                                  |  |  |       |  |  |                           |  |  |                              |  |
|                                   | Piero il Fatuo | Clarice Orsini                     |                                  |  |  |       |  |  |                           |  |  |                              |  |
| Lorenzo de' Medici duca di Urbino | Piero il Fatuo |                                    |                                  |  |  |       |  |  |                           |  |  |                              |  |
|                                   |                | Alfonsina Orsini                   | Roberto Orsini                   |  |  |       |  |  |                           |  |  |                              |  |
|                                   |                | Alfonsina Orsini                   | Roberto Orsini                   |  |  |       |  |  |                           |  |  |                              |  |
|                                   |                | Alfonsina Orsini                   | Caterina Sanseverino             |  |  |       |  |  |                           |  |  |                              |  |
| Caterina de' Medici               |                | Alfonsina Orsini                   |                                  |  |  |       |  |  |                           |  |  |                              |  |
|                                   |                | Giovanni III de La Tour d'Auvergne | Bertrando VI de La Tour          |  |  |       |  |  |                           |  |  |                              |  |
|                                   |                | Giovanni III de La Tour d'Auvergne | Bertrando VI de La Tour          |  |  |       |  |  |                           |  |  |                              |  |
|                                   |                | Giovanni III de La Tour d'Auvergne | Luisa de la Trémoille            |  |  |       |  |  |                           |  |  |                              |  |
| Madeleine de La Tour d'Auvergne   |                | Giovanni III de La Tour d'Auvergne |                                  |  |  |       |  |  |                           |  |  |                              |  |
|                                   |                | Giovanna di Borbone                | Giovanni VIII di Borbone-Vendôme |  |  |       |  |  |                           |  |  |                              |  |
|                                   |                | Giovanna di Borbone                | Giovanni VIII di Borbone-Vendôme |  |  |       |  |  |                           |  |  |                              |  |
|                                   |                | Giovanna di Borbone                | Isabelle de Beauvau              |  |  |       |  |  |                           |  |  |                              |  |
|                                   |                | Giovanna di Borbone                |                                  |  |  |       |  |  |                           |  |  |                              |  |